# Lodejnoe Pole
Lodejnoe (in russo Лодейное Поле?) è una città della Russia di 22.830 abitanti, situata nell'oblast' di Leningrado, sulle rive del fiume Svir', attualmente è il capoluogo del Lodejnopol'skij rajon.

## Caratteristiche
Lodejnoe fu fondata nel 1702 dove anticamente si trovava il villaggio di Mokrišvitsa. Nei pressi di Lodejnoe si trova una piccola base aerea militare, la Lodejnoe air base. Tra i monumenti della città menzioniamo la Cattedrale di San Paolo.